# Gåstjärnen (Undersåkers socken, Jämtland)
Gåstjärnen är en sjö i Åre kommun i Jämtland och ingår i Indalsälvens huvudavrinningsområde.